# Оброчинське сільське поселення
Обро́чинське сільське поселення (рос. Оброчинское сельское поселение) — муніципальне утворення у складі Ічалківського району Мордовії, Росія. Адміністративний центр — село Оброчне.

## Історія
Станом на 2002 рік існували Новоічалківська сільська рада (село Нові Ічалки, селища Васильєвка, Крута Гора) та Оброчинська сільська рада (села Апухтіно, Оброчне, Ульянка, присілки Атманка, Варваровка, Язиковка, селища Павловка, Троїцький).
13 липня 2009 року було ліквідовано Новоічалківське сільське поселення, його територія увійшла до складу Оброчинського сільського поселення.
Селище Васильєвка було ліквідовано 2011 року.

## Населення
Населення — 1684 особи (2019, 1832 у 2010, 2140 у 2002).

## Склад
До складу поселення входять такі населені пункти:
| Населений пункт      | Населення, осіб (2002) | Населення, осіб (2010) |
| -------------------- | ---------------------- | ---------------------- |
| Апухтіно, село       | 25                     | 14                     |
| Атманка, присілок    | 42                     | 41                     |
| Варваровка, присілок | 3                      | 1                      |
| Васильєвка, селище   | 6                      | 0                      |
| Крута Гора, селище   | 41                     | 0                      |
| Нові Ічалки, село    | 216                    | 109                    |
| Оброчне, село        | 1286                   | 1183                   |
| Павловка, селище     | 15                     | 6                      |
| Троїцький, селище    | 107                    | 100                    |
| Ульянка, село        | 356                    | 343                    |
| Язиковка, присілок   | 43                     | 35                     |